# إد هينك
إد هينك (بالإنجليزية: Ed Henke)‏ هو لاعب كرة قدم أمريكية أمريكي، ولد في 13 ديسمبر 1927 في أونتاريو في الولايات المتحدة، وتوفي في 28 يونيو 2015.

## وصلات خارجية
- إد هينك على موقع مرجع كرة القدم المحترفة.كوم (الإنجليزية)